# Kyōsuke Tagawa
Kyōsuke Tagawa (jap. 田川 亨介 Tagawa Kyōsuke; ur. 11 lutego 1999 r. w prefekturze Nagasaki) – japoński piłkarz występujący na pozycji napastnika.

## Kariera piłkarska
Od 2017 roku występował w Sagan Tosu.